# Basilica di San Giovanni Battista (Pavia)
La basilica di San Giovanni Battista era una chiesa di Pavia, fondata dai Longobardi nel VII secolo e ora distrutta.
Secondo taluni storici questa chiesa potrebbe identificarsi con la Chiesa di San Giovanni Domnarum, ancora esistente nel centro di Pavia, nei pressi della Chiesa del Carmine, oppure con la Chiesa di San Giovanni in Borgo, demolita nel XIX secolo per il completamento dell'Almo Collegio Borromeo. Tuttavia, recenti indagini, hanno comprovato l'identificazione della chiesa con quella di San Giovanni Domnarum.

## Storia
La chiesa fu eretta nella capitale del Regno longobardo nella prima metà del VII secolo la data precisa è incerta; potrebbe risalire agli ultimi anni del regno di Arioaldo (626-636) o ai primi di quello del suo successore, Rotari (636-652) per iniziativa della regina Gundeperga, figlia di Agilulfo e Teodolinda e moglie prima di Arioaldo, e poi di Rotari. 

Secondo Paolo Diacono, Gundeperga decise l'opera per imitazione di quanto fatto dalla madre a Monza, con la fondazione di una chiesa ugualmente intitolata a Giovanni Battista, protettore particolare dei Longobardi. La regina venne sepolta nella stessa chiesa da lei fondata.
La nuova basilica pavese fu riccamente adornata dalla sovrana «con oro, argento e paramenti». La costruzione di una basilica cattolica di tale importanza proprio nella capitale del regno testimonia la tolleranza dei sovrani ariani Adaloaldo e Rotari nei confronti del cattolicesimo, ancor prima della conversione della totalità dei Longobardi al credo romano.
Nel 689, durante le ultime fasi della guerra civile tra re Cuniperto e l'usurpatore Alachis, duca di Trento, il custode della basilica ticinese, Seno, tentò una mossa disperata per salvare la vita al suo sovrano, in procinto di scendere nella decisiva battaglia di Coronate, proponendogli di vestire la sua armatura e prendere il suo posto sul campo; il re cedette e il chierico fu ucciso dall'usurpatore, prima che questi a sua volta cadesse per mano dell'esercito condotto dallo stesso Cuniperto, accorso in battaglia. 

Seno fu seppellito con grande onore davanti alle porte delle basilica.
È possibile che la chiesa abbia ospitato, nei suoi pressi, anche le spoglie di Rotari, anche se è più probabile che la basilica di San Giovanni Battista ricordata da Paolo Diacono sia da identificarsi con l'omonima basilica monzese.

### Fonti primarie
- Paolo Diacono, Historia Langobardorum (Storia dei Longobardi, cura e commento di Lidia Capo, Lorenzo Valla/Mondadori, Milano 1992).

### Fonti secondarie
- Lidia Capo. Commento a  Paolo Diacono, Storia dei Longobardi, a cura di Lidia Capo, Milano, Lorenzo Valla/Mondadori, 1992, ISBN 88-04-33010-4.
- Jörg Jarnut, Storia dei Longobardi, traduzione di Paola Guglielmotti, Torino, Einaudi, 1995  [1982], ISBN 88-06-13658-5.